# ABS-CBN
ABS-CBN公司（英語：ABS-CBN Corporation），全称为阿尔托广播系统-纪事广播网（现已不常用），是菲律宾的一家媒体集团。ABS-CBN由阿尔托广播系统（Alto Broadcasting System，简称ABS）和纪事广播网（Chronicle Broadcasting Network，简称CBN）于1967年合并组建，长期由菲律宾知名的政商家族——洛佩兹家族控制，是菲律宾最大的娱乐和传媒集团，其旗下的DWWX-TV（原DZAQ-TV）是菲律宾历史上第一个电视台。

## 历史
1946年，ABS的前身“博利瑙电气公司”（Bolinao Electronics Corporation，BEC）成立，由美国工程师詹姆斯·林登贝格创建。1951年，林登贝格开始与时任菲律宾总统埃尔皮迪奥·基里诺的弟弟安东尼奥·基里诺合作，筹办菲律宾历史上第一个电视台。1952年，BEC更名为“阿尔托广播系统”，其名称“阿尔托”（Alto）取自安东尼奥·基里诺妻子的姓名“Aleli”，以及安东尼奥本人的昵称“Tony”。1953年10月23日，ABS的第一个电视频道——DZAQ-TV开播。
1956年12月24日，“纪事广播网”成立，由老欧亨尼奥·洛佩兹及费尔南多·洛佩兹（后来曾担任菲律宾副总统）兄弟二人创建。不久后CBN也开播了自己的电视频道DZXL-TV。1957年，CBN收购了ABS，并恢复了其原来的名称BEC。1967年2月1日，公司名称正式改为ABS-CBN，但早在1961年，公司就已经开始使用这一品牌。
20世纪50年代后期，老欧亨尼奥·洛佩兹的儿子小欧亨尼奥看到了电视和广播具有将菲律宾各地连接起来的潜力，于是开始了大规模扩张。1961年6月15日，小欧亨尼奥在宿务建立了第一个省级分台，其后不断扩张。1966年11月，ABS-CBN在菲律宾（以及整个东南亚）首先开播了彩色电视节目，彩色电视广播于1971年开始在所有地方分台播出。截至1972年，ABS-CBN在马尼拉拥有2家电视台和7家广播电台，在各省拥有14家广播电台和3家电视台。
1972年9月22日，时任菲律宾总统费迪南德·马科斯宣布戒严，23日，ABS-CBN被关闭，小欧亨尼奥被判五年监禁。之后ABS-CBN新建的总部大楼被军政府接管，成为三家国营电视台的总部。1986年人民力量革命后，ABS-CBN于当年9月14日复播，流亡美国的小欧亨尼奥·洛佩兹回到菲律宾，重掌公司业务。被军政府占据的总部大楼、各地分台以及频道资源也归还给ABS-CBN。
2010年5月27日，ABS-CBN从名称中删除了“广播”（Broadcasting）一词。据时任ABS-CBN总裁欧亨尼奥·洛佩兹三世称，此举意在表现“媒体业务已不仅仅是广播，还包括其他平台”。

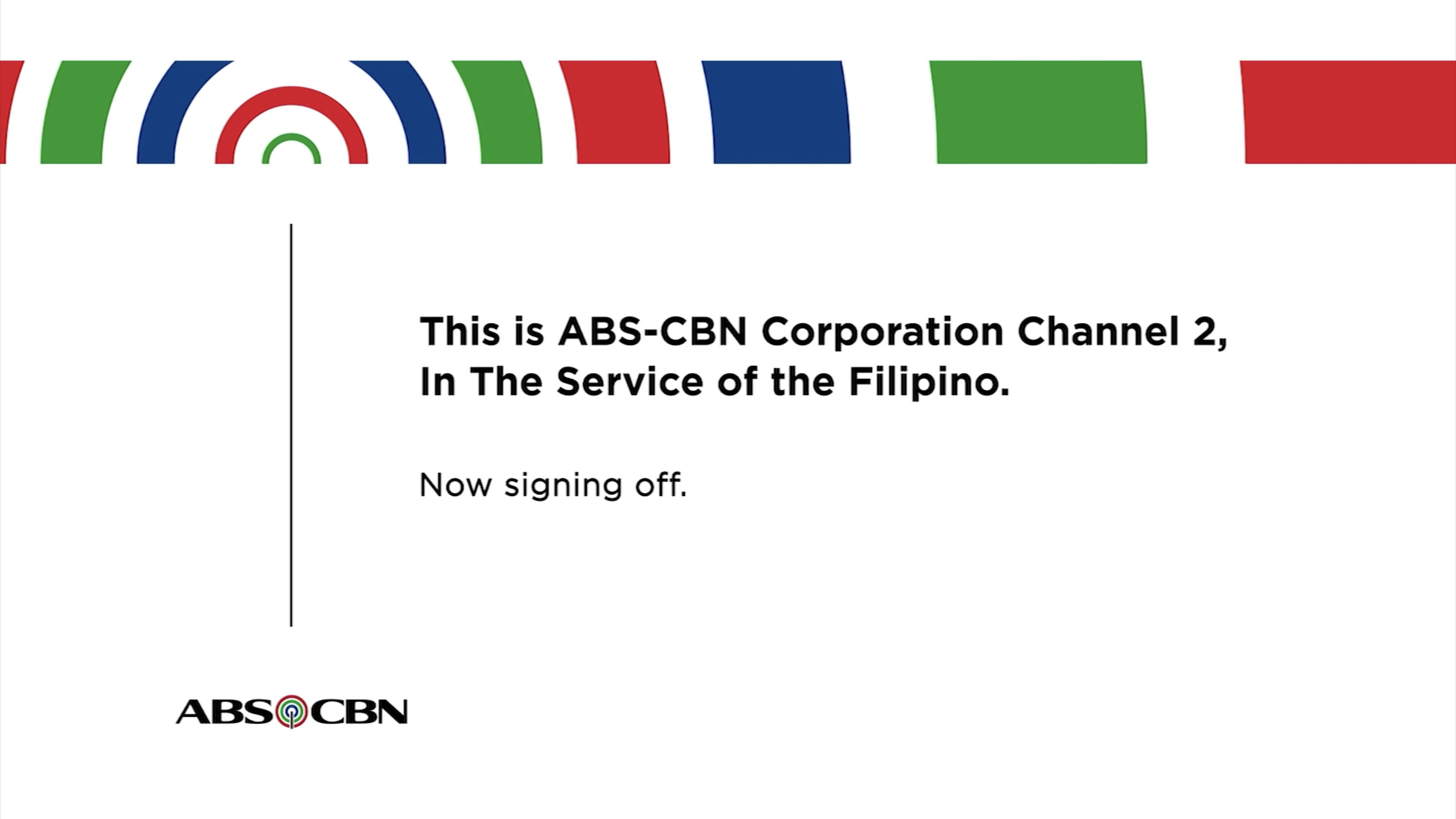
ABS-CBN在2020年5月5日停播前的画面

2020年5月5日，ABS-CBN为期25年的广播牌照到期，政府拒绝为其续期。有媒体質疑这是杜特爾特政府報復打壓，但杜特爾特對此事表示“完全中立”。公司先前曾被告知将会收到暂时牌照，营运至2022年6月，但最后国会没有核准经营权，暂时牌照也被强制取消，因此勒令其停止提供电视与电台服务。晚上8时，ABS-CBN的本地电视广播服务在播放完菲律宾国歌和电视台注册信息后即时停播，电视畫面餘下一句話：「這是ABS-CBN集團第二频道，為菲律賓人服務。現在熄機。」而新媒体平台和付费电视频道仍在运作。

## 业务
截至2018年，ABS-CBN公司拥有以下广播电视网：
- ABS-CBN电视网（英语：ABS-CBN (TV network)），综合电视网
- ABS-CBN体育和动作（英语：ABS-CBN Sports and Action），体育电视网
- Radyo Patrol，综合广播网
- MOR菲律宾（英语：MOR Philippines），以音乐为主的广播网

其中ABS-CBN电视网的收入占ABS-CBN公司总收入的50%至60%。除地面电视及广播业务外，ABS-CBN还经营多个付费电视业务频道，以及移动通信运营商ABS-CBN Mobile、视频点播平台I Want TV、数字地面电视服务ABS-CBN TV Plus、家庭娱乐中心Kidzania Manila以及网络购物平台O Shopping。另外，ABS-CBN也是ABS-CBN爱乐乐团的主要持有人。